# 암수살인
《암수살인》은 2018년에 개봉한 대한민국의 영화이다.

## 줄거리
부산에서 발생한 사건을  바탕으로 감옥에서 추가 살인을 자백한 살인범과 사건을 쫓는 형사의 이야기를 다룬 범죄 실화극.

## 캐스팅
- 김윤석 : 김형민 역
- 주지훈 : 강태오 역
- 진선규 : 조 형사 역
- 정종준 : 형사과장 역
- 허진 : 지희 할매 역
- 김중기 : 변호사 역
- 김영웅 : 정봉 역
- 정미남 : 한형사 역
- 이봉련 : 강숙자 역
- 전국환 : 형민 아버지 역
- 김종수 : 마수대장 역
- 배해선 : 박미영 역
- 권소현 : 오지희 역
- 원현준 : 김욱철 역
- 박진영 : 판사 역
- 이재현 : 최동주 역
- 박우식 : 황칠규 역
- 김은희 : 황칠규 여동생 역
- 박봉주 : 황칠규 아버지 역
- 김우석 : 형사과 형사 1 역
- 이현주 : 여사장 역
- 박창화 : 수선주인 역
- 김미경 : 칼국수집 아줌마 역
- 최영환 : 대교시설 관리인 역
- 한철우 : 택시기사 역
- 김미화 : 미용실 원장 역
- 박성현 : 동구형사 1 역
- 신민규 : 동구형사 2 역
- 박기량 : 동구형사 3 역
- 권회수 : 동구형사 4 역
- 황재열 : 포크레인기사 역
- 어주선 : 슈퍼영감 역
- 임진택 : 주차관리원 역
- 최광제 : 덩치 1 역
- 오운환 : 덩치 2 역
- 임헌호 : 대머리형사 역
- 윤성원 : 형사 2 역
- 공훈 : 사내 역
- 양중경 : 동창회 친구 역
- 김학준 : 과수대원 역
- 이윤재 : 검시관 역
- 박현 : 인부 역
- 박진수 : 유족 역
- 남혜진 : 유가족 아줌마 역
- 김진혁 : 택시기사 역
- 이상빈 : 어린 숙자 역
- 정택현 : 어린 강태오 역
- 김지성 : 어린 최동주 역
- 유상흘 : 형민 형 역
- 이민영 : 형민 형수 역
- 홍명기 : 의경 역
- 김란흔 : 수사관 역
- 최창준 : 형사과 형사 2 역
- 홍웅선 : 형사과 형사 3 역
- 김봉조 : 순경 역
- 심소영 : 중년여자 역
- 변창열 : 중년남자 역
- 서정빈 : 허수진 역
- 강두섭 : 교도관 1 역
- 임병우 : 교도관 2 역
- 박재한 : 기소검사 역
- 나종기 : 교감 역
- 윤동재 : 취객남 1 역
- 이호광 : 취객남 2 역
- 이슬이 : 구토여 역
- 김정연 : 어린 오지희 역
- 정미숙 : 세차아줌마 역
- 노영하 : 시장싸움여자 역
- 구경영 : 시장싸움여자 역
- 이다혜 : 산부인과 역
- 제홍규 : 교도관 역
- 최인환 : 동창회싸움남 역
- 김구태 : 동창회싸움남 역
- 양영애 : 황칠규 엄마 역
- 문정희 : 검사 역 (우정출연)
- 주진모 : 송경수 역 (특별출연)
- 고창석 : 잠수대장 역 (특별출연)
- 곽규택 : 고등법원 판사 역 (특별출연)
- 이유준 : 박 사장 역 (특별출연)

## 수상
- 2018년 제38회 한국영화평론가협회상 각본상 - 곽경택, 김태균
- 2018년 제38회 한국영화평론가협회상 영평 11선
- 2018년 제3회 런던동아시아영화제 남우주연상 - 김윤석
- 2018년 제39회 청룡영화상 각본상 - 곽경택, 김태균
- 2018년 제39회 청룡영화상 청정원 인기스타상 - 주지훈
- 2018년 제5회 한국영화제작가협회상 남우주연상 - 주지훈
- 2018년 제7회 대한민국 베스트 스타상 베스트 주연상 - 김윤석
- 2019년 제55회 백상예술대상 영화부문 시나리오상 - 곽경택, 김태균
- 2019년 제24회 춘사영화제 남우주연상 - 주지훈
- 2019년 제24회 춘사영화제 신인감독상 - 김태균
- 2019년 제39회 황금촬영상 최우수 남우주연상 - 주지훈

## 같이 보기
- 2018년 대한민국의 영화 목록